# The Thin Pink Line
The Think Pink Line es una película de 1998 dirigida por Joe Dietl y Michael Irpino.

## Argumento
Un pequeño equipo de filmación eligen como tema de su próximo documental la historia de un condenado a muerte, quien insiste que es inocente del cargo de asesinato. Subtitulado The Making of the Making of a Documentary, esta película pretende ser el producto de otro equipo de filmación que ha visto los esfuerzos del equipo para entrevistar a los amigos y familia del preso.
El propio preso es un gay extravagante, y gran parte del contenido de la película se centra en una variedad de bromas sobre los homosexuales.
El título es una parodia del documental de Errol Morris The Thin Blue Line, que planteó preguntas sobre la condena de un recluso en el corredor de la muerte.